# 지리 자동차

Logo used from 2019 to 2023, used from the badge on the cars

지리 자동차(중국어: 吉利汽車, 병음: Jílì Qìchē, 영어: Geely Automobile)는 중국의 저장지리홀딩그룹 산하 중간 지주 회사이자 자동차 제조 기업이다. 본사는 저장성 항저우시 빈장구에 있다.

## 역사

### 창립과 성장
1986년 당시 22살의 청년이었던 리수푸(李书福)가 아버지에게 빌린 돈으로 설립했다. 원래 카메라와 냉장고 부품 제조업으로 출발했었다. 냉장고 부품 제조업을 하던 시절에 냉장고 관련 부품 기술이 거의 없는 상황에서 냉장고 증발기 기술을 확보하기 위해 관련 전문가를 만나러 다녔고, 결국 상하이에서 냉장고 부품 기술 전문가를 초빙할 기회를 얻었다. 이후 2년 만에 '베이지화' 라는 냉장고 공장을 설립했다. 당시 중국은 개혁개방정책을 시행함에 따라 경제적으로 발전하면서 냉장고의 수요가 증가했고, 이를 계기로 막대한 부를 쌓을 수 있었다. 그러나 1989년 중국 정부에서 지정된 업체에서만 냉장고를 생산할 수 있도록 법을 바꾸자, '베이지화'는 문을 닫을 수 밖에 없었다.
그 다음으로 스쿠터 사업을 시작했는데, 막연히 도전한 것이 아니라 중국의 경제 상황 등을 면밀히 분석하고 얻은 결과에 따라 시작했다고 한다. 처음에 국영 오토바이 회사에 오토바이 바퀴를 공급 관련 사업을 제안했으나 단칼에 거절 당했다. 그럼에도 포기하지 않고 우체국에 오토바이를 납품하는 국영 회사를 사들였는데, 리수푸는 단순 조립 만으로는 기업의 성장이 불가능하다고 여겨 오토바이 커버 주형, 스쿠터 엔진 등의 연구 개발에도 주력했다고 한다. 그 결과 일본 및 대만제 오토바이를 무찌르고 중국 시장 내 스쿠터 판매 부문 상위권, 32개국 수출 실적을 기록했다고 한다. 중국의 한 통계 조사에 의하면 1999년 한 해 동안 43만 대의 스쿠터를 판매해 15억 위안을 벌어 들였다고 한다.
중국에도 메르세데스-벤츠나 캐딜락 등의 고급차 업체를 두길 원했던 리수푸는 트럭 공장을 인수하고는 아우디 100을 기반으로 동시대의 메르세데스-벤츠 E클래스(W210)를 모방한 유리섬유 차체 기반 차량인 지리1호(吉利一号)를 첫 차로 만들었다. 하지만 품질 문제로 인해 1대만 만들어진 채 양산까지 이어지지 못했다. 1997년 교도소 소유의 트럭 공장을 인수해 지리자동차를 설립했다. 세단 생산에 대한 정부의 허가가 되지 않을 것을 알았던 리수푸는 허가를 받지 않은 상황에서 세단을 생산해 첫 차량인 '하오칭(HQ)' 출시를 단행했다. 그러나 세단 생산 공장이 아닌 탓에 불법 운영을 하고 있었고 자동차 생산 공장을 신설했을 때 오토바이 생산 공장이라고 위장 신고를 하기도 했으며, 중국 정부에 대해 로비를 걸었음에도 번번이 거절 당하는 등 사업이 순탄한 것은 아니었다.
그러나 지리자동차의 노력을 알게 된 중국의 자동차 전문가들이 정부에 지리자동차의 정식 허가를 요청했고, 2001년 말부터 정식으로 국가 공인 자동차 회사가 되었다. 정부에 정식 허가를 받은 이후에 지리자동차는 내수 시장 점유율 확보 전략을 펼치게 되는데 리수푸는 고급화 전략보다 소득 증가에 따른 저가형 자동차 수요가 늘어나고 있는 경제 상황을 참고했고, 저가 모델 개발 및 생산에 집중했다. 그 동안 지리자동차에서는 다이하츠 샤레이드를 라이센스 생산했고, 이후 독자 개발과 대우자동차와의 협력을 하면서 각종 차들을 생산했다.

### 암흑기와 극복
하지만 체계적인 생산 시설을 갖추지 못한 상황과 인부들의 수작업 능력, 기본 공구를 사용하는 최악의 상황에서 4만 위안(한화 약 684만 원) 이하의 차량들을 생산해야 했다. 그나마 가격 경쟁력 덕분에 내수 시장 점유율 상승을 이끌어 낼 수 있었지만, 조악한 품질과 열악한 업무 환경과 방만 경영으로 인해 시장 점유율이 계속 감소하는 위기를 맞았다.
방만한 경영 문제를 해결하기 위해 리수푸는 저장성 세무국 수석 회계사 출신의 쉬강(徐剛)을 지리자동차 사장으로 임명했다. 심지어 리수푸가 자신의 집무실까지 내주는 파격적인 행보를 이어나갔고, 친인척이 포진해있던 고위급 임원진의 90%를 전원 해고했다. 이들이 사라진 자리에는 실무에 능한 약 1,000명의 중간급 관리자들을 채용했다. 이러한 구조조정 덕분에 중국 정부는 지리자동차에 대한 신뢰를 회복하게 되었고, 은행으로부터 자금을 조달할 수 있게 되었다.
이를 계기로 2002년에는 자동차 회사인 ‘상하이 지에스다’를 인수한 후 ‘메이플’로 사명을 변경했다. 그리고 더 나아가 대우자동차의 생산 설비를 도입해 일일히 수작업으로 하던 옛 생산공정에서 벗어나 현대적인 기계 설비를 통해 차를 만들기 시작했다. 이때부터 지리자동차는 저가 모델 외에 중가 및 고가 모델까지 생산할 수 있는 능력을 갖추게 되었다.
그럼에도 지리자동차는 2008년에 메이플을 완전히 합병하는 대신, 메이플의 독립적인 운영 방식을 보장해 주었다. 2007년에는 원가 절감을 위해 자동차 부품 가격을 낮추도록 압박하는 운영방식을 과감히 버렸다고 한다. 그 이유는 리수푸는 “낮은 부품 가격은 낮은 품질을 불러올 뿐이다.”라는 생각을 했기 때문이라고 한다.
또한 CCVT 엔진 기술 연구 등 차량 기술의 독자화를 시도하기도 했다. 이러한 노력은 2008년 베이징 모터쇼 당시 중/고가 승용차, MPV, SUV, 스포츠카 등 23종의 모델을 출시해 냈고, 2007년 18만 대의 판매 실적을 기록한 이후에 2009년 32만 대를 기록하며 77.7%의 경이로운 실적 상승을 이루어냈다.

## 브랜드 및 계열사
괄호 안의 한글은 모두 중국어를 한국식 한자 발음으로 표기한 것이다.

## 생산 차종

### 현재 생산차종
- 지리 X1
- 지리 X3
- 지리 보루이
- 지리 지아지

### 과거 생산차종
- 지리 BL
- 지리 CD
- 지리 HQ
- 지리 SC7
- 지리 GC9
- 지리 GX9
- 지리 GC7

## 같이 보기
- 지리 (기업)